# Équipe d'Anguilla de football
Cet article traite de l'équipe masculine. Pour l'équipe féminine, voir Équipe d'Anguilla féminine de football.
L'équipe d'Anguilla de football est constituée par une sélection des meilleurs joueurs anguillais sous l'égide de la Fédération d'Anguilla de football. Elle représente le pays lors des compétitions continentales et internationales.
La sélection a terminé l'année 2015 au 204e rang mondial du classement FIFA, soit à la dernière place ex æquo avec cinq autres équipes dont les Bahamas. Elle dispute ses rencontres à domicile au Ronald Webster Park d'une capacité de 4 000 places.

## Histoire
L'équipe nationale dispute la première rencontre de son histoire le 14 mai 1991, face à Montserrat, dans le cadre des qualifications à la Coupe caribéenne des nations 1991 (résultat: 1-1).
Affiliée à la FIFA en 1996, la sélection anguillaise dispute ses premières éliminatoires à une phase finale de Coupe du monde en 2002. Son premier match de qualification a lieu le 5 mars 2000, face aux Bahamas, match qui se solde par une défaite à domicile 1-3.
Engagée à six reprises dans les éliminatoires de la compétition, elle ne s'est jamais qualifiée pour une phase finale de Coupe du monde.

## Résultats

### Classement FIFA
| Année              | 1997 | 1998 | 1999 | 2000 | 2001 | 2002 | 2003 | 2004 | 2005 | 2006 | 2007 | 2008 | 2009 | 2010 | 2011 | 2012 | 2013 | 2014 | 2015 | 2016 | 2017 | 2018 | 2020 |
| ------------------ | ---- | ---- | ---- | ---- | ---- | ---- | ---- | ---- | ---- | ---- | ---- | ---- | ---- | ---- | ---- | ---- | ---- | ---- | ---- | ---- | ---- | ---- | ---- |
| Classement mondial | 190  | 197  | 202  | 197  | 194  | 196  | 198  | 197  | 198  | 196  | 198  | 201  | 203  | 203  | 201  | 205  | 206  | 208  | 204  | 205  | 206  | 208  | 210  |

### Parcours en Coupe du monde
| Année | Position     |      | Année         | Position |               | Année | Position |
| 1930  | Non inscrite | 1974 | Non inscrite  | 2010     | Non qualifiée |       |          |
| 1934  | Non inscrite | 1978 | Non inscrite  | 2014     | Non qualifiée |       |          |
| 1938  | Non inscrite | 1982 | Non inscrite  | 2018     | Non qualifiée |       |          |
| 1950  | Non inscrite | 1986 | Non inscrite  | 2022     | Non qualifiée |       |          |
| 1954  | Non inscrite | 1990 | Non inscrite  | 2026     | Non qualifiée |       |          |
| 1958  | Non inscrite | 1994 | Non inscrite  | 2030     | À venir       |       |          |
| 1962  | Non inscrite | 1998 | Non inscrite  | 2034     | À venir       |       |          |
| 1966  | Non inscrite | 2002 | Non qualifiée |          |               |       |          |
| 1970  | Non inscrite | 2006 | Non qualifiée |          |               |       |          |

### Parcours en Gold Cup
| Année | Position    |      | Année             | Position |                   | Année | Position          |  | Année | Position |
| 1963  | Non inscrit | 1989 | Non inscrit       | 2007     | Tour préliminaire | 2025  | Tour préliminaire |  |       |          |
| 1965  | Non inscrit | 1991 | Tour préliminaire | 2009     | Tour préliminaire |       |                   |  |       |          |
| 1967  | Non inscrit | 1993 | Tour préliminaire | 2011     | Tour préliminaire |       |                   |  |       |          |
| 1969  | Non inscrit | 1996 | Tour préliminaire | 2013     | Tour préliminaire |       |                   |  |       |          |
| 1971  | Non inscrit | 1998 | Tour préliminaire | 2015     | Tour préliminaire |       |                   |  |       |          |
| 1973  | Non inscrit | 2000 | Tour préliminaire | 2017     | Tour préliminaire |       |                   |  |       |          |
| 1977  | Non inscrit | 2002 | Tour préliminaire | 2019     | Tour préliminaire |       |                   |  |       |          |
| 1981  | Non inscrit | 2003 | Non inscrit       | 2021     | Tour préliminaire |       |                   |  |       |          |
| 1985  | Non inscrit | 2005 | Forfait           | 2023     | Tour préliminaire |       |                   |  |       |          |

### Parcours en Ligue des nations
| Édition   | Ligue | Phase de groupes | Phase de groupes | Phase de groupes | Phase de groupes | Phase de groupes | Phase de groupes | Phase de groupes | Phase finale | Phase finale | Phase finale | Phase finale | Phase finale | Phase finale | Phase finale | Phase finale |
| Édition   | Ligue | Class.           | M                | V                | N                | D                | BM               | BE               | Pays hôte    | Résultat     | M            | V            | N            | D            | BM           | BE           |
| --------- | ----- | ---------------- | ---------------- | ---------------- | ---------------- | ---------------- | ---------------- | ---------------- | ------------ | ------------ | ------------ | ------------ | ------------ | ------------ | ------------ | ------------ |
| 2019-2020 | C     | 3/3              | 4                | 0                | 0                | 4                | 2                | 21               | 2020         | Inéligible   | Inéligible   | Inéligible   | Inéligible   | Inéligible   | Inéligible   | Inéligible   |
| 2022-2023 | C     | 3/3              | 4                | 0                | 2                | 2                | 2                | 5                | 2023         | Inéligible   | Inéligible   | Inéligible   | Inéligible   | Inéligible   | Inéligible   | Inéligible   |
| 2023-2024 | C     | 3/3              | 4                | 0                | 0                | 4                | 0                | 19               | 2024         | Inéligible   | Inéligible   | Inéligible   | Inéligible   | Inéligible   | Inéligible   | Inéligible   |
| 2024-2025 | C     | 2/3              | 4                | 1                | 0                | 3                | 3                | 4                | 2025         | Inéligible   | Inéligible   | Inéligible   | Inéligible   | Inéligible   | Inéligible   | Inéligible   |
| 2026-2027 | C     | /3               | 0                | 0                | 0                | 0                | 0                | 0                | 2027         | Inéligible   | Inéligible   | Inéligible   | Inéligible   | Inéligible   | Inéligible   | Inéligible   |
| Total     | Total | Total            | 16               | 1                | 2                | 13               | 7                | 49               | Total        | Total        | 0            | 0            | 0            | 0            | 0            | 0            |

### Parcours en Coupe caribéenne
- 1978 - 1990 : Non inscrit
- 1991 : Tour préliminaire
- 1992 : Tour préliminaire
- 1993 : Tour préliminaire
- 1994 : Tour préliminaire
- 1995 : Tour Préliminaire
- 1996 : Tour préliminaire
- 1997 : Tour préliminaire
- 1998 : Tour préliminaire
- 1999 : Forfait
- 2001 : Tour préliminaire
- 2005 : Forfait
- 2007 : Tour préliminaire
- 2008 : Tour préliminaire
- 2010 : Tour préliminaire
- 2012 : Tour préliminaire
- 2014 : Tour préliminaire
- 2017 : Tour préliminaire

## Sélectionneurs
- Clifton Livingston (2000)
- Scott Cooper (2001-2002)
- Vernon Hodge (2004–2006)
- Kerthney Carty (2008)
- Colin Johnson (2008)
- Scott Cooper (2010-2012)
- Colin Johnson (2014)
- Ryszard Orłowski (pl) (2015)
- Leon Jeffers (2016)
- Romare Kelsick (2016–)

## Sélection actuelle

### Appelés récemment
Les joueurs suivants ne font pas partie du dernier groupe appelé mais ont été retenus en équipe nationale lors des 12 derniers mois.
| Pos. | Nom | Date de Naissance | Sél. | Buts | Club (au moment de leur dernière convocation) | Dernier appel |
| ---- | --- | ----------------- | ---- | ---- | --------------------------------------------- | ------------- |